# 전주 양씨
전주 양씨(全州梁氏)는 전북특별자치도 전주시를 본관으로 하는 한국의 성씨이다. 2015년 인구는 33536명이다